# 王怡人
王怡人（ワン イーレン、2000年12月29日 - ）は、中国の歌手。韓国の6人組女性アイドルグループEVERGLOWのメンバーで、活動名はイロン（朝: 이런、英: Yiren）。

## 略歴

### デビュー前
2000年12月29日、中国浙江省杭州市で生まれる。小中学校時代は、地元杭州市の学校に通った。幼い頃から、ダンスが好きで小学生時代には数多くのダンス大会に出場し、好成績を収めていた。杭州市の学校で中国舞踊を学んでおり、後にYUE HUA Entertainmentの練習生となる。
2018年、Mnetのオーディション番組「PRODUCE 48」に参加し、最終順位は28位であった。

### デビュー後
2019年に、EVERGLOWのメンバーとしてデビュー。
2022年1月9日、当面の間、韓国での活動を休止することを発表。同年4月13日、個人事務所「Yidong Castle」を設立。

## 作品

### 参加楽曲
| 発売日        | 楽曲          | 収録アルバム                     | アーティスト |
| ------------- | ------------- | -------------------------------- | ------------ |
| 2018年8月18日 | See You Again | PRODUCE 48 - 30 Girls 6 Concepts | PRODUCE 48   |

## 出演

### テレビ番組
- PRODUCE 48（2018年）